# Michaił Kulkow
Michaił Maksimowicz Kulkow (ros. Михаил Максимович Кульков, ur. 27 kwietnia?/9 maja 1891 we wsi Konstantinowo w guberni twerskiej, zm. 25 lutego 1939) – radziecki działacz partyjny.

## Życiorys
Od 1915 członek SDPRR(b), brał aktywny udział w działalności rewolucyjnej, kilkakrotnie aresztowany. Uczestnik przewrotu październikowego, od 1917 zastępca przewodniczącego Komitetu Wykonawczego Briańskiej Rady Powiatowej, od grudnia 1917 członek Kolegium Rady Komisarzy Ludowych Briańskiego Rejonu Przemysłowego, później przewodniczący Briańskiego Komitetu Powiatowego SDPRR(b). W 1918 zastępca przewodniczącego orłowskiej gubernialnej Czeki, kierownik wydziału Zarządu Komitetu Wykonawczego Orłowskiej Rady Gubernialnej, przewodniczący Briańskiej Powiatowej Czeki. Od września 1918 członek Briańskiego Powiatowego Komitetu Rewolucyjnego, 1919-1920 przewodniczący Briańskiego Powiatowego Komitetu RKP(b), 1920 przewodniczący Komitetu Wykonawczego Bieżyckiej Rady Powiatowej, od 1920 sekretarz fabrycznego komitetu RKP(b), później pracował w Zammoskworeckim Komitecie Rejonowym RKP(b) w Moskwie. Od 1922 przewodniczący Zarządu Moskiewskiego Związku Garbarzy, przewodniczący Moskiewskiego Oddziału MOPR, od 31 maja 1924 do 18 grudnia 1925 członek Centralnej Komisji Kontrolnej RKP(b), od 1927 do sierpnia 1929 zastępca pełnomocnika Centralnej Komisji Kontrolnej WKP(b) w Środkowoałtajskim Biurze KC WKP(b), członek Centralnej Komisji Kontrolnej Komunistycznej Partii (bolszewików) Turkmenii. Od 29 sierpnia 1929 do 8 czerwca 1930 I sekretarz Kirgiskiego Komitetu Obwodowego WKP(b), członek Środkowoazjatyckiego Biura KC WKP(b), od 13 lipca 1930 do 26 stycznia 1934 członek Centralnej Komisji Kontrolnej WKP(b), od 1931 sekretarz odpowiedzialny Zamoskworeckiego Komitetu Rejonowego WKP(b) w Moskwie, następnie do 1935 I sekretarz Proletarskiego Komitetu Rejonowego WKP(b) w Moskwie. Od 10 lutego 1934 do 12 października 1937 zastępca członka KC WKP(b), od 1935 kierownik Wydziału Kadr Partyjnych Komitetu Miejskiego WKP(b) w Moskwie, od 7 marca 1935 do lutego 1937 II sekretarz Komitetu Miejskiego WKP(b) w Moskwie, od lutego do października 1937 pełnomocnik Komisji Kontroli Partyjnej przy KC WKP(b) w Kraju Azowsko-Czarnomorskim. Od 12 października 1937 do 27 października 1938 członek KC WKP(b), od października 1937 pełnomocnik Komisji Kontroli Partyjnej przy KC WKP(b) w obwodzie rostowskim, do października 1938 dyrektor fabryki przędzalniczo-tkackiej.
27 października 1938 aresztowany, 22 lutego 1939 skazany na śmierć przez Wojskowe Kolegium Sądu Najwyższego ZSRR pod zarzutem przygotowywania aktów terrorystycznych przeciw kierownictwu WKP(b) i władzy radzieckiej, następnie rozstrzelany. 5 listopada 1955 pośmiertnie zrehabilitowany.